# Санто-Домінго-Кауділья
Санто-Домінго-Кауділья (ісп. Santo Domingo-Caudilla) — муніципалітет в Іспанії, у складі автономної спільноти Кастилія-Ла-Манча, у провінції Толедо. Населення — 1058 осіб (2010).
Муніципалітет розташований на відстані близько 70 км на південний захід від Мадрида, 30 км на північний захід від Толедо.

## Демографія
Динаміка населення (INE ):

## Галерея зображень

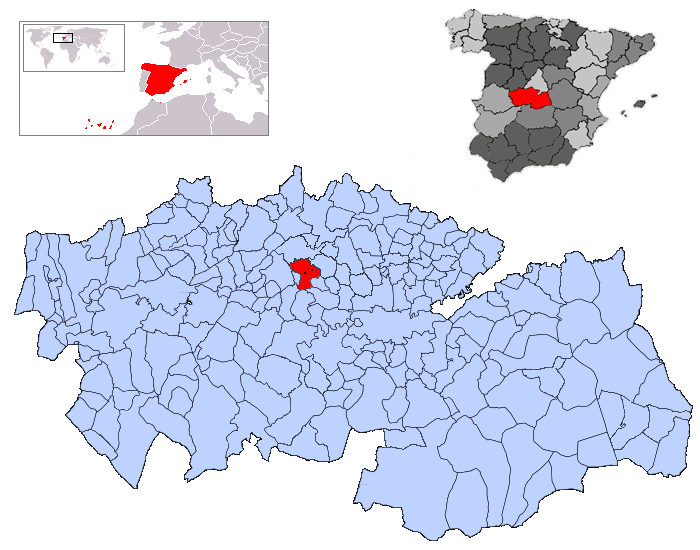
Розташування муніципалітету у провінції Толедо